# Jared Tallent
Jared Tallent (Ballarat, 17 ottobre 1984) è un ex marciatore australiano, campione olimpico della 50 km a Londra 2012.

## Biografia
Tallent fa il suo esordio internazionale ai Mondiali di Helsinki 2005, dove ottiene un 18º posto nella marcia 20 km. L'anno seguente ottiene un bronzo, sempre nella 20 km, ai Giochi del Commonwealth, che sino al 2008 rimase il suo miglior piazzamento internazionale.
Ai Giochi olimpici di Pechino 2008 vince il bronzo nella 20 km e l'argento nella 50 km. Nella Coppa del mondo di marcia 2010 arriva terzo nella 50 km col tempo di 3h54'55", mentre ai Mondiali di Taegu 2011 arriva terzo nella 50 km col tempo di 3h43'36".
Nella Coppa del mondo di marcia 2012 arriva secondo nella 50 km col tempo di 3h40'32" e ai Giochi olimpici di Londra 2012 torna sul podio olimpico conquistando la medaglia d'argento (diventata poi d'oro, a seguito della squalifica per doping del primo classificato) nella 50 km facendo segnare il suo primato personale con 3h36'53".
Ai Mondiali di Mosca 2013 arriva terzo nella 50 km col tempo di 3h40'03". L'anno successivo, nella Coppa del mondo di marcia arriva terzo nella 50 km col tempo di 3h42'48" e ai Mondiali di Pechino 2015 arriva secondo nella 50 km col tempo di 3h42'17".
Il 26 marzo 2021, dopo aver mancato la qualificazione ai Giochi olimpici di Tokyo 2020 a causa di un persistente infortunio ai muscoli ischiocrurali, annuncia il ritiro dall'attività agonistica.

## Palmarès
| Anno | Manifestazione          | Sede           | Evento         | Risultato | Prestazione | Note                                     |
| ---- | ----------------------- | -------------- | -------------- | --------- | ----------- | ---------------------------------------- |
| 2001 | Mondiali U18            | Debrecen       | Marcia 10000 m | 7º        | 44'50"94    |                                          |
| 2002 | Mondiali U20            | Kingston       | Marcia 10000 m | 19º       | 45'41"19    |                                          |
| 2005 | Mondiali                | Helsinki       | Marcia 20 km   | 18º       | 1h23'42"    |                                          |
| 2006 | Giochi del Commonwealth | Melbourne      | Marcia 20 km   | Bronzo    | 1h23'32"    |                                          |
| 2007 | Mondiali                | Osaka          | Marcia 20 km   | dq        | dq          |                                          |
| 2008 | Giochi olimpici         | Pechino        | Marcia 20 km   | Bronzo    | 1h19'42"    |                                          |
| 2008 | Giochi olimpici         | Pechino        | Marcia 50 km   | Argento   | 3h39'27     | Miglior prestazione personale            |
| 2009 | Mondiali                | Berlino        | Marcia 20 km   | 5º        | 1h20'27"    |                                          |
| 2009 | Mondiali                | Berlino        | Marcia 50 km   | 6º        | 3h44'50"    | Miglior prestazione personale stagionale |
| 2010 | Giochi del Commonwealth | Delhi          | Marcia 20 km   | Oro       | 1h22'18"    |                                          |
| 2011 | Mondiali                | Taegu          | Marcia 20 km   | 22º       | 1h25'25"    |                                          |
| 2011 | Mondiali                | Taegu          | Marcia 50 km   | Argento   | 3h43'36"    | Miglior prestazione personale stagionale |
| 2012 | Giochi olimpici         | Londra         | Marcia 20 km   | 7º        | 1h20'02"    |                                          |
| 2012 | Giochi olimpici         | Londra         | Marcia 50 km   | Oro       | 3h36'53"    | Miglior prestazione personale            |
| 2013 | Mondiali                | Mosca          | Marcia 50 km   | Argento   | 3h40'03"    | Miglior prestazione personale stagionale |
| 2015 | Mondiali                | Pechino        | Marcia 20 km   | 26º       | 1h24'19"    |                                          |
| 2015 | Mondiali                | Pechino        | Marcia 50 km   | Argento   | 3h42'17"    | Miglior prestazione personale stagionale |
| 2016 | Giochi olimpici         | Rio de Janeiro | Marcia 50 km   | Argento   | 3h41'16"    | Miglior prestazione personale stagionale |